# Hypsurus
Hypsurus is een monotypisch geslacht van straalvinnige vissen uit de familie van brandingbaarzen (Embiotocidae). Het geslacht is voor het eerst wetenschappelijk beschreven in 1861 door Agassiz.

## Soort
- Hypsurus caryi (Agassiz, 1853)